# 管理組合

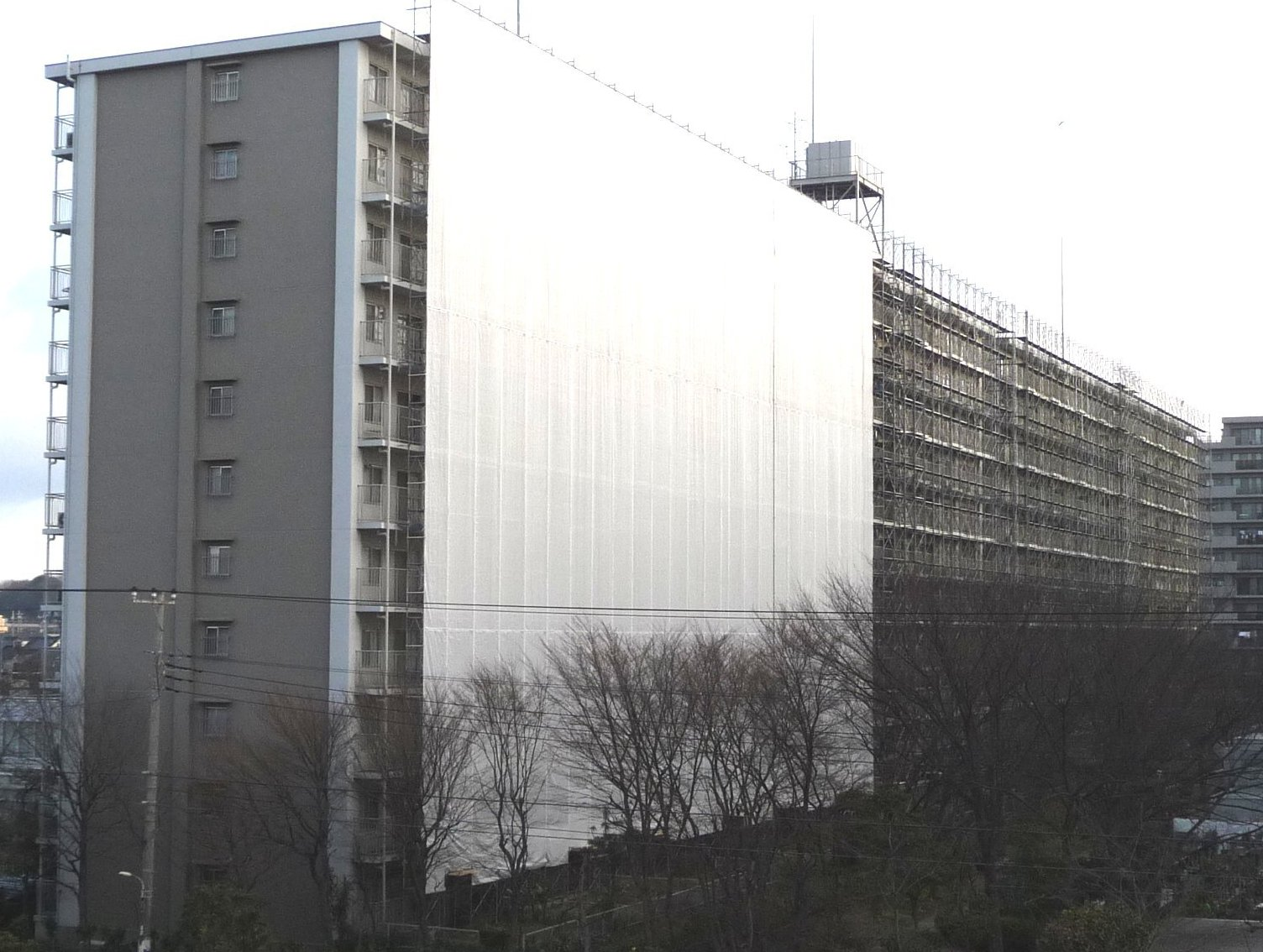
マンションの10-15年毎、定期的に行われる大規模修繕工事中の外観。管理組合での重要な事業のひとつ。

この項目では、マンションなど集合住宅の管理組合について記述しています。
マンションなど集合住宅の管理組合（かんりくみあい）とは、マンションなど集合住宅を管理するために該当建物各室の所有者によって構成される団体。建物の区分所有等に関する法律（以下、区分所有法）に基づく。
本記事では建物の管理についての記述が中心である。住民の組織する自治会についてはマンションの管理組合と自治会を参照せよ。

## 概要
マンションや団地の購入者や相続者は、区分所有法に基づき区分所有者となる。購入した区分所有部の内側は専有部分として自由に使用する権利を得ると同時に、廊下やエレベーター、配管などの共用部分（専有部分以外の全て）を全区分所有者と共同で維持・管理する義務が生じる。居住せずに所有する専有部分を賃貸とした場合でも、共用部分の維持・管理をする義務に変わりはない。
新築分譲の場合、各物件を購入した区分所有者に引渡しが終了すると、区分所有法に基づき管理組合の最高意思決定機関である総会を招集することができ、管理組合が設立されることもある。同時に管理組合の法律ともいえる管理規約が承認されることもある。区分所有者は組合設立とともに必然的に組合員となることとされておりその運営に携わることになる。
管理規約に基づき、総会にて選出する理事長・会計の2役員（区分所有法には会計の役員の規定は無く、任意規定である、無くても構わない）と、マンションの規模に応じた人数の理事によって構成される理事会（区分所有法には理事会の規定は無く、任意規定である、無くても構わない）、理事会を監査する監事が（監事も区分所有法には規定が無く、任意である、設置しなくても構わない）管理組合の運営を行う。
総会での議決権は、株主総会と同じように所有比率に応じた議決権があり、「区分所有者の数」かつ「議決権の数」の双方が条件を満たすことで、いわゆる議会制民主主義（ただし、一人一票、一区画一票などの明確な基準はなく、規約で変更できる）の手続きによって可決することができる。総会には、年1度開催される「通常総会（定期総会）」と、臨時的に開催される「臨時総会」がある。
管理組合には法人格を取得させることもできる。法人格を取得することで管理組合法人や団地管理組合法人となる。管理組合法人になると、登記しないと第三者へ対して対抗できない。
マンションの管理の適正化の推進に関する法律2条3号では、管理組合は、「マンションの管理を行う区分所有法第三条若しくは第六十五条に規定する団体又は区分所有法第四十七条第一項（区分所有法第六十六条において準用する場合を含む。）に規定する法人をいう。」と定義されている。
日本以外でも管理組合に相当するHomeowners' association （HOA）などと呼ばれる管理組織が法律などに従って設けられることがある。

## 理事会
理事会は区分所有法に定められたものではなく、規約に理事会の定めがある組合のみが開催する。理事会の活動は、適時理事会の集会を開催し、組合総会における決定に基づき組合運営を履行する（などと規約で定めることができる）。
また、重要事項にあたる予算案や決算報告、事業報告、次年度事業計画、管理規約の改正案や法定点検の有資格者への委託契約、長期修繕計画案、各種許認可など、組合運営に必要な事項を協議・決議し、組合総会に提案する総会議案書の作成も理事会の場で行う（ことが多い）。なお、事業報告および決算報告については、監事の監査報告を必要とする（という規約になっていることもある）。理事長は、年1回以上総会を招集開催し、総会議案書を提出、決議を執行し承認を得なければならない。
理事会は、任意機関である。そのため次期の通常総会に間に合わない新たな提案や変更事項が出た場合は、理事長が、臨時総会を召集・開催し、総会での決議手続き又は、書面における組合員全員の同意を得る手続きが必要となる。
理事会役員への報酬は、民法の委任の原則に従えば無償であるが（ローマ法の委任無償の原則）、実際には有償の場合と無償の場合とがある。有償の場合、その額は、役員一律のものもあれば理事長、理事、監事など、それぞれに額を設定しているものもある。また、理事会出席1人1回に付き一定額を支払っている場合もある。

### 管理者
マンションにおける管理者とは、区分所有法上、建物や敷地の保存をし、また集会決議を実行する者である。また、職務範囲内で、区分所有者を代理することができる。管理者は、管理規約に制限が無ければ、総会決議により、誰でもなることができる。区分所有者である必要もなく、管理会社やマンション管理士がなることもある。標準管理規約（標準管理規約は、政令でも省令でもなく、単なる参考である）では、管理組合の理事長を管理者としている。
ただし、管理組合が法人化されている場合は、「理事」と「監事」の設置だけでよい。
なお、管理会社、管理員（管理人）、防火管理者などとは別のものである。

### 監事
監事は、理事会の業務執行を監査する役職である。理事会の構成員ではないため、意見を述べることはできるが、理事会決議の議決権は有していない（という規約とすることができる）。しかし、組合運営環境によっては、人員不足から理事会の一員として活動が行なわれている場合がある。

## 組合運営費
マンションを維持管理する費用として管理規約に基づき、区分所有者から徴収する費用。通常毎月、管理組合に対して管理に要する経費を納入する。

### 管理費
マンションの規模に応じ、多様な徴収項目がある。下記はその一例。
- 管理費 - 日常管理に対しての項目。共用部分の光熱費や各設備の点検費用、外注費等。
- 駐車場利用料 - 敷地内の駐車場を利用する区分所有者又は居住者から徴収。駐車場の維持管理の費用、さらには修繕積立金の財源にもなる。
- 駐輪場利用料 - 敷地内の駐輪場を利用する区分所有者又は居住者から徴収。使用許可シールの製作や維持管理費、さらには修繕積立金の財源にもなる。
- 組合費 - 管理組合の運営に要する経費。会議費、広報および連絡業務に要する費用、役員活動費等。

### 修繕積立金
共用部分の計画的な修繕、臨時的な修繕を実施するために、徴収した金銭を積み立てたもの。原則として積立期間を通して均等に積み立てるものである。その他、区分所有物件を購入した時に「修繕一時金」や「修繕基金」等の名目で定期の積立金とは別に一定の金額を納めている例もある。前記の制度を採用していない管理組合で長期修繕計画と修繕積立金の見直しを行なっていない場合、大規模修繕を行う際に積立金が不足し、「修繕一時金」として総会決議により追加徴収されることも少なくない。
日本においては、老朽化したマンションの増加とその改修の不十分さが社会問題となっており、スラム化につながる恐れすら指摘されている。財源面からの老朽化問題対策としても重視されている。

#### 目的と運用
建物の維持管理に加え、修繕積立金の多寡自体が、当該マンション等の経済価値の維持・向上を左右するものであり、専有部分等の売買に当たって重要なことであるため、宅地建物取引業法に基づく重要事項説明の説明事項にも修繕積立金に関することが定められている（同法第35条）。
この修繕積立金は、通常の管理費とは区別して経理すべきものであり、管理費に流用してはならない。また、積立額の算定に当たっては、将来予測される各種の修繕工事の実施予定時期と必要な工事見込額を勘案することが大切である。さらに、巨額の積立となるため、保管には慎重さが必要とされる。収入についてはさらに、駐車場等共用部分の使用料収入のうち、それらの管理費に充てる分の他は、修繕積立金に充てられる。さらに修繕積立金の運用は、管理組合の業務とされている。

#### 使途
国土交通省マンション標準管理規約（政令でも省令でもなく標準管理規約は単なる参考である）では、積立金を次の経費に充当する場合等に取り崩すことが認められている。取り崩す際は、管理組合総会の決議が必要とされる。
1. 一定年数の経過毎に計画的に行う修繕
2. 不測の事故その他特別の事由により必要となる修繕
3. 敷地及び共用部分の変更
4. 建物の建替えに係る合意形成に必要となる事項の調査
5. その他敷地及び共用部分等の管理に際し、区分所有者全体の利益のために特別に必要となる管理

特に、経年による劣化に対応するため、あらかじめ長期修繕計画を策定し、必要となる修繕積立金を積み立てておくことが必要である。上記の費用を支出の際に徴収することは容易ではないからである。

## 運営に関わる規則
管理組合の法律ともいえる管理規約のほかに、規模に応じた規則や規定が総会にて設けられる。下記はその一例。
- 使用細則
- 駐車場使用細則
- 駐輪場使用細則
- 動物飼育に関する細則
- 専用庭使用細則
- 専有部分の修繕に関する細則
- 会計処理細則
- バルコニー使用規定

## 組合運営上の問題
組合が抱える昨今の一番の問題は管理費及び修繕積立金の滞納である。管理費は管理業者に法定点検や日常の清掃などの委託の為に支払われ、修繕積立金は共用部分の補修のため積立預金されるが、これが不足する事により管理が行き届かず補修もままならない状態が続くとマンションの価値が低下する。これにより入居率が低下することで物件価格や賃貸時の家賃相場が更に低下するという悪循環に陥りスラム化する。
管理費や修繕積立金を預金として管理している場合、大規模なマンションでは、修繕積立金が億を超える金額になることもある。その場合に、ペイオフを考慮する必要がある。緊急対応として、決済用普通預金に切り替えるなどの手法がある。管理費や修繕積立金を運用する場合であっても、基本的には管理組合の法人登記は不要である。判例により、管理組合は権利義務無き社団として、訴訟追行権利が認められている。
この他の問題として、管理組合は管理を委託する管理業者を自由に選択することができるが、現実には購入時に販売会社によって関連の管理会社が既に決められていたり、また、マンションの管理規約は国土交通省発行のマンション標準管理規約（標準管理規約は政令でも省令でもなく単なる参考である）が参照される事があるが、販売会社が予め作成した管理規約への同意が購入の条件となることも多く、これには当然ながら販売会社や管理業者の意向が強く反映された内容が追加されておりトラブルになる事もある。もちろん分譲後に、総会にて規約改正することができる。
また、継続性が必要という業務の性質上、市場競争が作用しにくく不明瞭な契約金などでのトラブルが多数報告されており、管理業者の変更を検討した管理組合の約30%はなんらかの妨害を受けているという調査がある。
一方では管理組合にもマンション毎に温度差があり、管理会社にまかせっきりで事実上機能していない管理組合や、理事長の独裁状態や、組合員同士が激しく対立して組合総会もままならないというケースもある。
大規模な修繕に際しては工事請負業者の選択に当たり慎重な審査を要するが、悪質なコンサルティング会社が介在した場合などには判断は難しいものとなる。業者が倒産など請負業務の遂行が困難な場合、別の業者が引継ぐ仕組みもある。これは多くの業者がまとまって法人格を取得し、この法人が保証するものである。

## マンション管理に関わる資格
各資格は、区分所有者からなる管理組合の構成員、理事などに必要なものではない。

### 国家資格
マンション管理適正化法にもとづき2つの国家資格がある。
- マンション管理士 - 区分所有者によって構成される管理組合に適切な助言などを行う専門家であり、マンション管理士でない者はマンション管理士を名乗れない名称独占資格。財団法人マンション管理センターが試験実施機関。
- 管理業務主任者 - マンション管理会社の必置資格であり、宅地建物取引業法に規定する宅地建物取引士に性格が類似している。一般社団法人マンション管理業協会が試験実施機関。

### 民間資格
高層住宅管理業協会が認定している資格として法律に規定のない民間資格がある。
- 被災建築物応急危険度判定士
- 区分所有管理士
- マンション維持修繕技術者